# Pedicia setipennis
Pedicia (Amalopis) setipennis là một loài ruồi trong họ Pediciidae. Chúng phân bố ở vùng sinh thái Palearctic.